# فاندرف (أونتاريو)

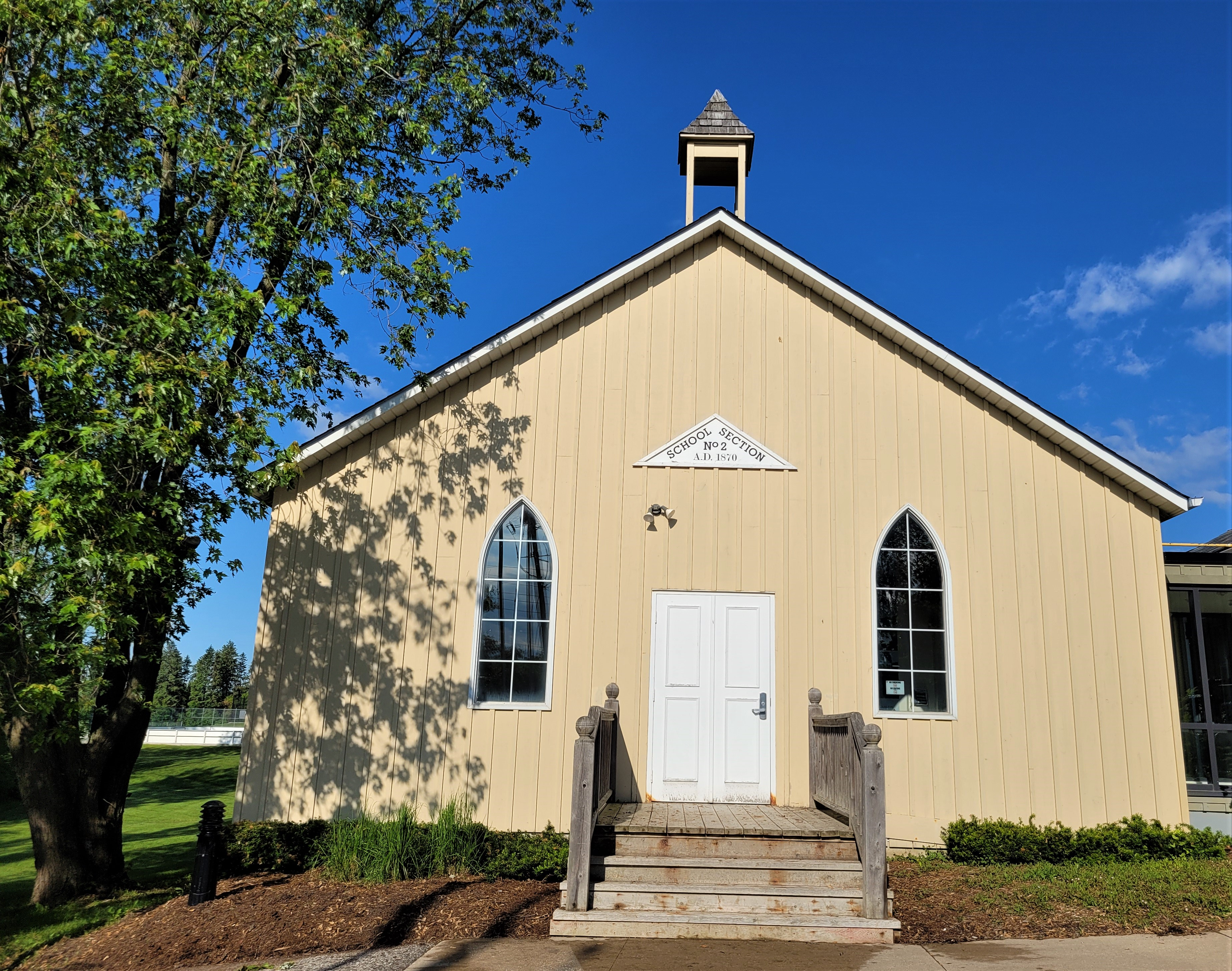
مدرسة فاندرف 1870

فاندرف (بالإنجليزية: Vandorf, Ontario)‏ هي منطقة سكنية تقع في كندا في Regional Municipality of York.  يقدر عدد سكانها   وترتفع عن سطح البحر 300 متر.